# Siltavuori
Siltavuori (en suédois : Broberget, en français : mont du Pont) est une éminence rocheuse et un point de vue situé dans le quartier de  Kruununhaka à Helsinki en Finlande. 
La section qui a été principalement construite au début du XXe siècle, abrite plusieurs bâtiments de l'université d'Helsinki.

## Histoire
L'endroit à reçu son nom dans les années 1650, lorsqu'un pont routier menant au nord d'Helsinki, le prédécesseur de l'actuel pont Pitkäsilta, fut construit à proximité. 
Le détroit Siltavuorensalmi (détroit de Siltavuori) adjacent, qui fait partie du détroit reliant Töölönlahti à la haute mer, et la rue qui longe son rivage, Siltavuorenranta (Rive de Siltavuori) ont une étymologie commune.
Augustin Ehrensvärd, qui sera connu comme le bâtisseur de Suomenlinna, conçut en 1748 une grande forteresse sur Siltavuori, qui aurait défendu Helsinki des attaques venant du nord.
Déjà en mars de la même année, les travaux de dynamitage commençaient.
Lorsque les travaux se poursuivirent au printemps 1749, Augustin Ehrensvärd et ses assistants commencèrent déjà à sentir que le projet était trop ambitieux et les ressources insuffisantes. 
Les travaux sur la faille de Pitkäsilta étaient désormais considérés comme moins importants et furent arrêtés. 
Certains bâtiments temporaires avaient déjà été construits, notamment des fours à briques et à chaux, un quai de chargement et l'appartement du commandant. Ces bâtiments ne sont plus visibles aujourd'hui : certains bâtiments ont été déplacés, d'autres se sont délabrés et ont brûlé, et une partie de la pierre a été utilisée pour d'autres constructions,.

## L'université d'Helsinki à Siltavuori
Les falaises abruptes de Siltavuori étaient encore sous-exploitées au début du XXe siècle et l'université impériale Alexandre qui deviendra l'université d'Helsinki s'est intéressée à la zone, notamment en raison de sa luminosité et de son substrat rocheux solide. Un bâtiment du département de physiologie conçu par Gustaf Nyström a été construit à Siltavuori en 1905 et un bâtiment du département de physique en 1910.
Gustaf Nyström avait conçu un centre de sciences naturelles dans la zone, dont l'architecture mettait l'accent sur la construction fonctionnelle et sur la mission de l'université en tant qu'institution scientifique, contrairement à ses autres bâtiments universitaires, qui représentaient des tendances stylistiques plus traditionnelles et mettaient l'accent sur l'université en tant que représentant. et institution étatique. 
En 1914, il avait également conçu un département d'anatomie pour Siltavuori. 
Cependant, le projet n'a pas été mis en œuvre en raison de la Première Guerre mondiale et le département d'anatomie a finalement été réalisé en 1928 dans un style complètement différent, conçu par Jussi et Toivo Paatela.
À la fin du XXe siècle, le département de physique de l'université d'Helsinki a déménagé dans le nouveau campus de Kumpula et les départements de médecine à Meilahti, lorsque la Faculté d'éducation s'est installée dans les bâtiments de Siltavuori.
| Nom                     | Const. | Architecte                   |
| ----------------------- | ------ | ---------------------------- |
| Aurora                  | 1961   | Einari Teräsvirta            |
| Athena                  | 1928   | Jussi Paatela, Toivo Paatela |
| Psychologicum           | 1910   | Gustaf Nyström               |
| Psychologicum, annexe   | 1969   | Olof Hansson                 |
| Minerva, opetusrakennus | 1905   | Gustaf Nyström               |
| Minerva, porttirakennus | 2004   | Esa Laaksonen                |
| Minerva, bibliothèque   | 2005   | Jyri Haukkavaara             |
| Fontell                 | 1910   | Gustaf Nyström               |
| Sources:                |        |                              |

## Galerie

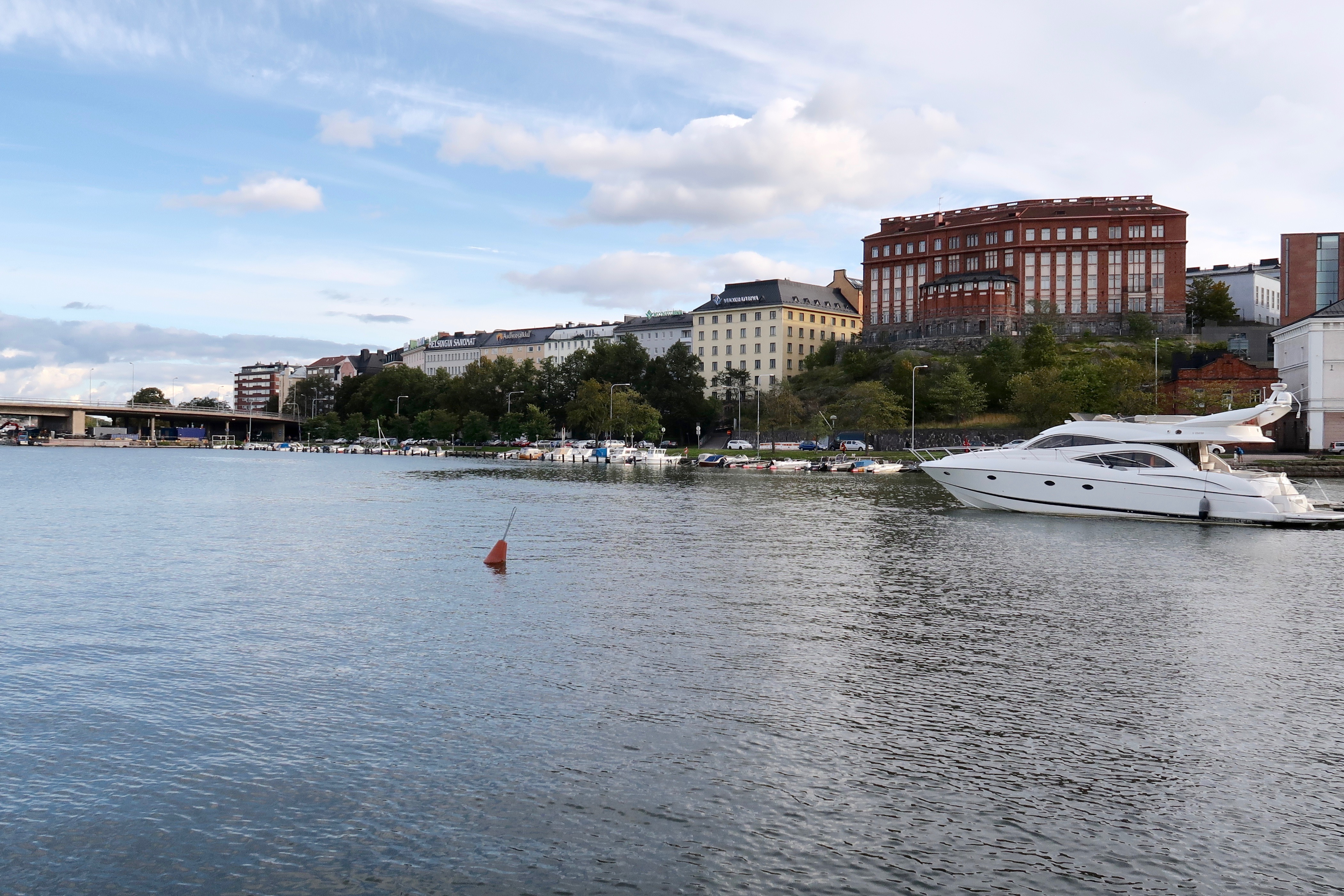
Siltavuori vu d'Hakaniemi.
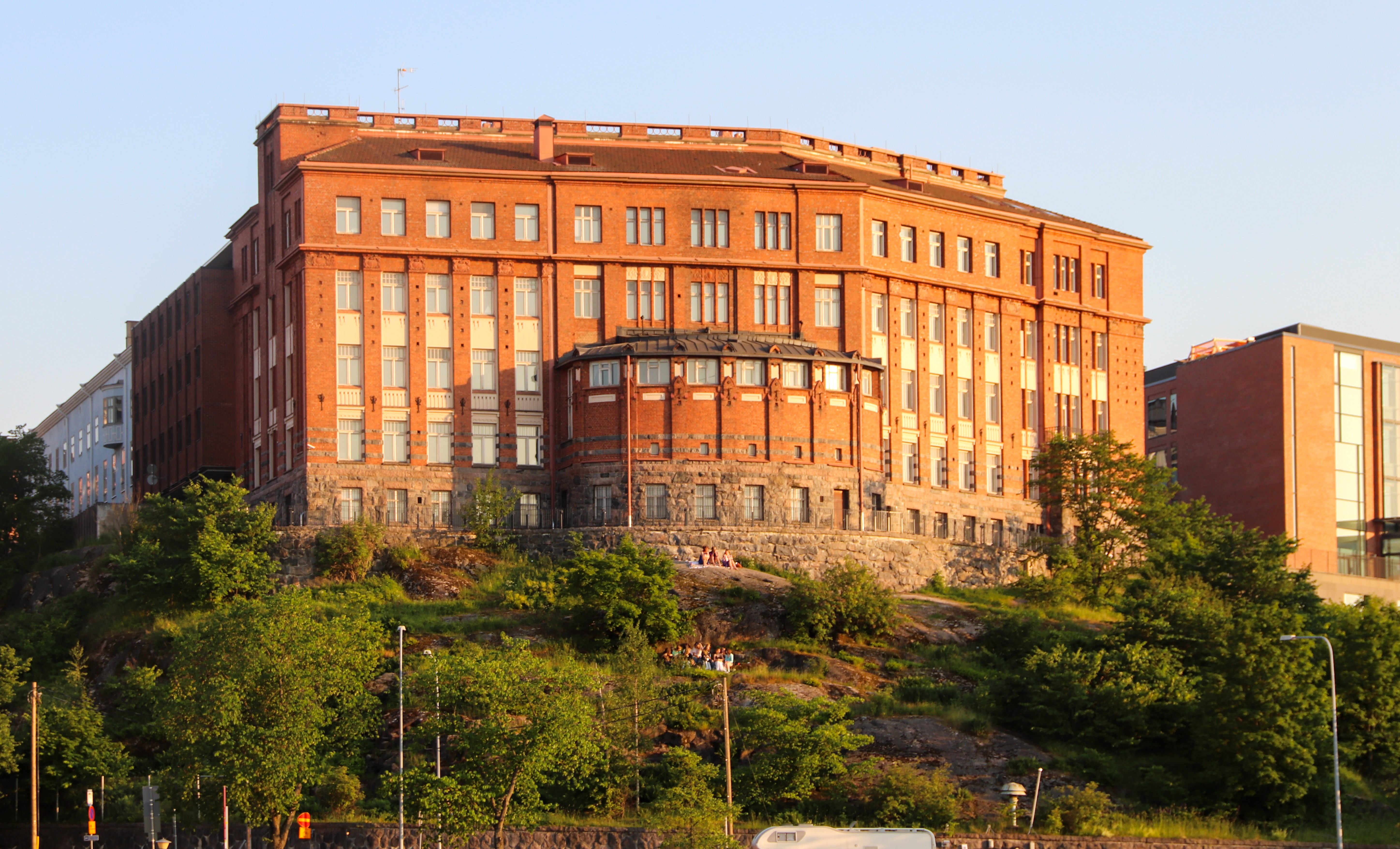
Psychologicum.
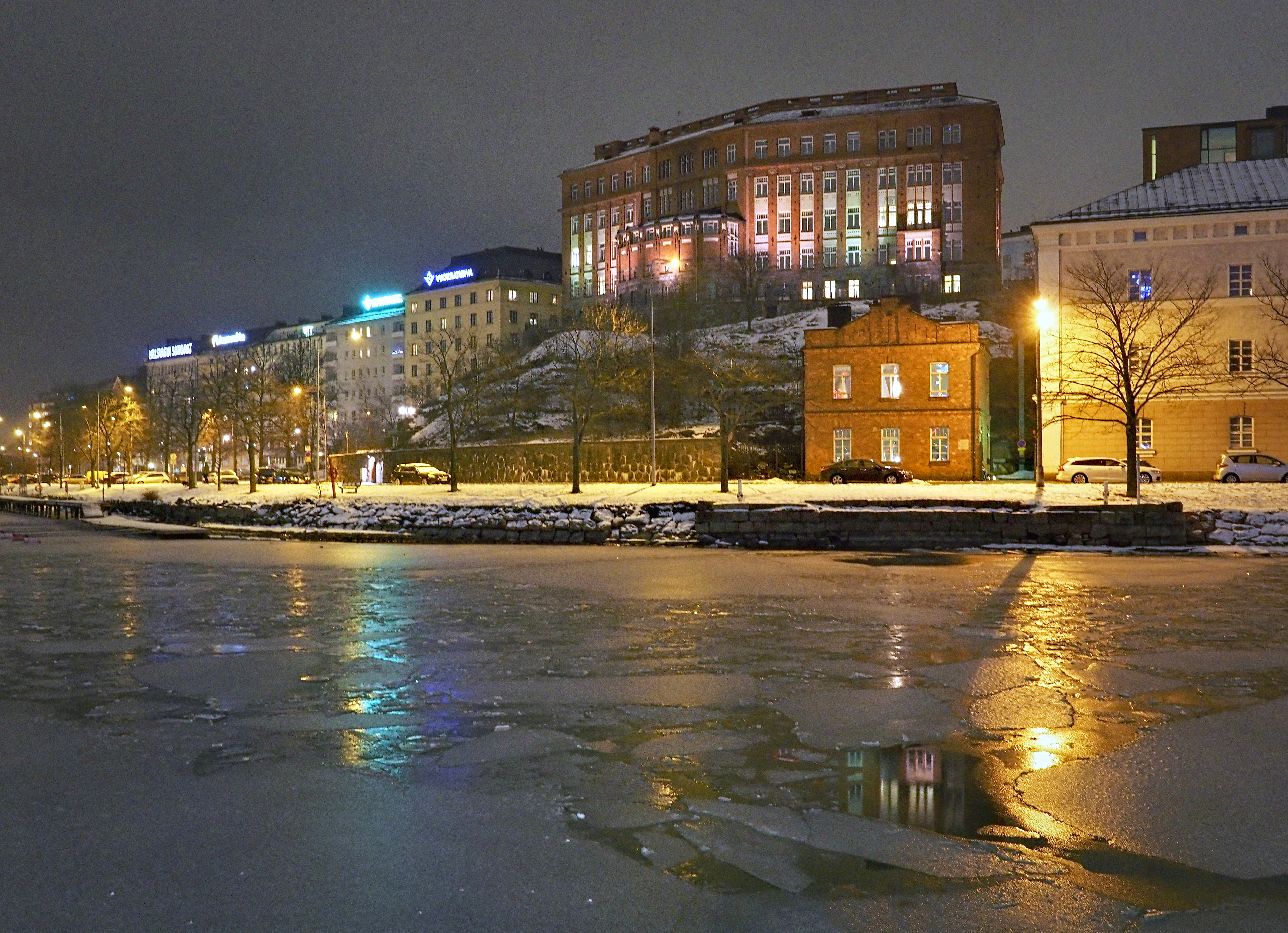
Siltavuorenranta.
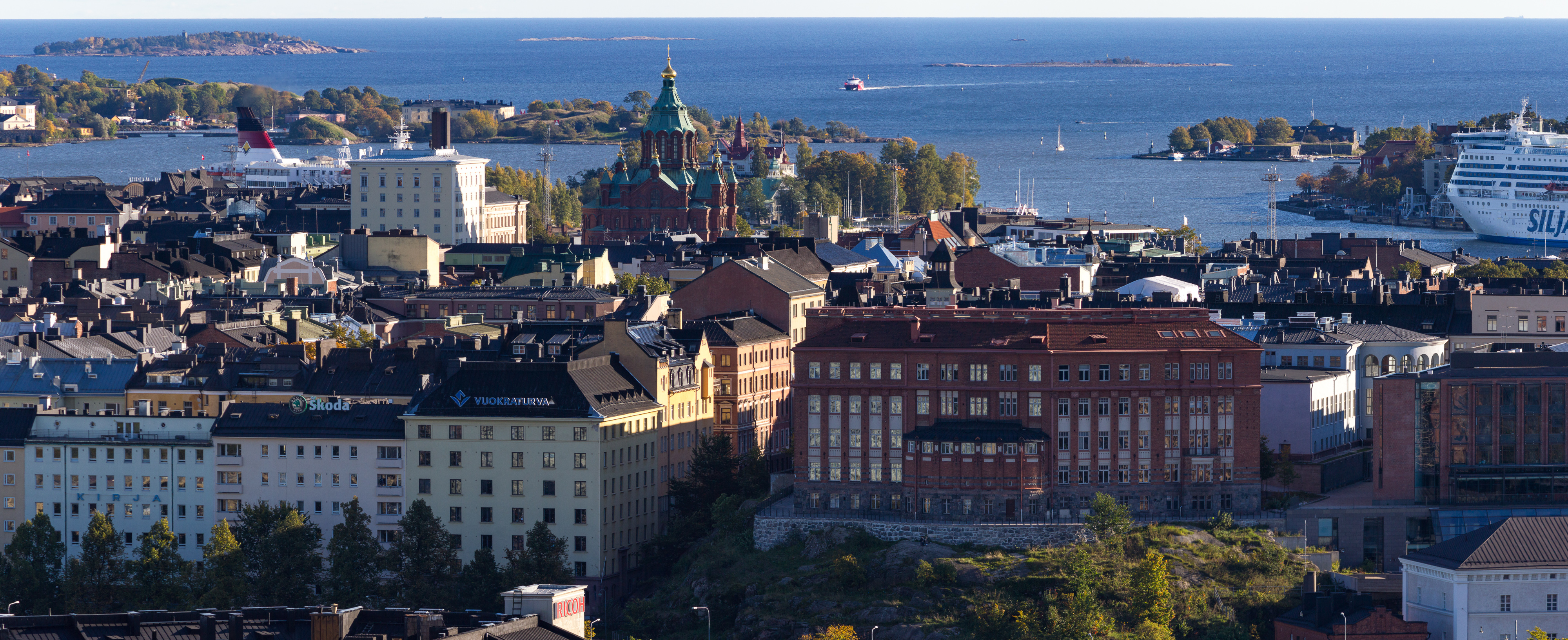
La cathédrale Ouspenski et Psychologicum vus du clocher de l'église du Kallio.